# Детска козметика
Детската козметика  е предназначена за приложение върху кожата и косата на бебета и деца.

## Безопасност
Детската козметика е дерматологично и педиатрично тествана. Голяма част от продуктите не съдържат оцветители, алкохол, парабени и други консерванти, поради което се означават като хипоалергенни. Това намалява риска от развитие на алергични реакции при бебетата и децата.

## Ежедневни продукти
Предназначението им е да подхранват, почистват и хидратират бебешката кожа и коса, като я предпазват от вредното действие на околната среда, намаляват риска от нейното прекомерно изсушаване и я поддържат мека и гладка. Такива продукти са: шампоаните, лосионите, кремовете, геловете, душ геловете и сапуните. Включването в състава им на екстракти от различни природни продукти подобрява техните качества. Сред тях са: невен, лайка, овес, смрадлика, маслиново масло, пшеничен протеин и други. Шампоаните са създадени, така че да не дразнят очите на детето при попадане на част от продукта в тях.
Шампоани и кремове, които хидратират кожата, спомагат за омекотяване на крустите по нея и лесното им отмиване с вода, без това да предизвиква болка и дразнене.

## Продукти срещу подсичане
Козметичните продукти, които образуват защитен слой между бебешката кожа и пелената са подходящи при проблеми с подсичането при децата. Те се продават най-често под формата на кремове. Прилагат се при всяка смяна на пелените върху предварително почистена и подсушена кожа.

## Слънцезащитни продукти
Лосионите с висок слънцезащитен фактор, чиято стойност е поне 15 се прилагат върху детската кожа с цел нейното предпазване от слънчево изгаряне и защита от вредното действие на UVA и UVB лъчите. Те трябва да бъдат нанесени най-малко 20 минути преди излагане на кожата на пряка слънчева светлина. Тези продукти оказват два вида защита в зависимост от състава си – химична и физична. Химичната защита води до изграждане на защитен слой върху кожата на детето. Този слой има способността да абсорбира слънчевите лъчи, като по този начин не позволява на тяхното проникване в кожата. Слънцезащитните лосиони с физична защита съдържат малки частици, които отблъскват светлината от повърхността на тялото.